# 430-as busz (Kecskemét)
A kecskeméti 430-as jelzésű autóbusz a Széchenyi tér és a Rendőrfalu (Szent László-város) között közlekedik. A vonalat a Kecskeméti Közlekedési Központ megrendelésére az Inter Tan-Ker Zrt. üzemelteti.

## Története
1967-ben a 2-es buszok a Tanácsháza és a Finommechanikai Vállalat között – hurokjáratként – közlekedtek, az alábbi megállóhelyek érintésével:
| Tanácsháza – Halasi út – Finommechanikai Vállalat – Téglagyár – Halasi út – Tanácsháza | Tanácsháza – Halasi út – Finommechanikai Vállalat – Téglagyár – Halasi út – Tanácsháza | Tanácsháza – Halasi út – Finommechanikai Vállalat – Téglagyár – Halasi út – Tanácsháza |
| -------------------------------------------------------------------------------------- | -------------------------------------------------------------------------------------- | -------------------------------------------------------------------------------------- |
| - Tanácsháza - Gyógyszertár - Leninváros - ZIM - Parkettagyár - Külső körút            | - AGROKER - Finommechanikai Vállalat - Téglagyár - Halasi úti iskola - Joó Mária utca  | - Daráló - Parkettagyár - ZIM - Leninváros - Gyógyszertár - Tanácsháza                 |

2008. június 14-től: Az autóbuszjáratok rövidített útvonalon – a Batthyány utca megállóhely érintése nélkül – közlekednek. 6.45 órakor 2A járat indul (2-es helyett) a Széchenyi térről, 7.00 órakor pedig 2-es járat (2A helyett), továbbá iskolai előadási napokon leállításra kerül a 13.00 órai 2-es járat, viszont munkanapokon 20.15 órakor új 2-es járat közlekedik, valamint munkanapokon 17.45 és 18.45 órakor 2A járat közlekedik (2-es helyett).

## Útvonala
| Széchenyi tér ► Rendőrfalu ► Széchenyi tér |
| --- |
| Széchenyi tér vá. – Szilády Károly utca – Kölcsey utca – Dobó István körút – Batthyány utca – Halasi út – Mindszenti körút – Matkói út – Szent László körút – Halasi út – Batthyány utca – Katona József tér – Csányi János körút – Koháry István körút – Hornyik János körút – Széchenyi tér vá. |

## Megállóhelyei
Az átszállási kapcsolatok között az azonos útvonalon közlekedő 2A, 2D és 2S buszok nincsenek feltüntetve.
| 0  | Széchenyi tér végállomás | |
| 2  | Dobó körút               | 1, 4, 4A, 4C, 6, 7, 7C, 11, 11A, 13, 13D, 13K, 15, 19, 28, 32 Helyközi buszok                                        |
| 4  | Rávágy tér               | 6, 14D, 21, 28, 32 Helyközi buszok                                                                                   |
| 5  | Mátis utca               | 32 Helyközi buszok S210 (Kecskemét alsó)                                                                             |
| 7  | Halasi úti Felüljáró     | 32 Helyközi buszok                                                                                                   |
| 8  | Matkói út                | |
| 9  | Phoenix Pharma           | |
| 10 | Sanyó Presszó            | |
| 12 | Damjanich iskola         | 32 Helyközi buszok                                                                                                   |
| 13 | Csókás utca              | 32 Helyközi buszok                                                                                                   |
| 14 | Halasi úti Felüljáró     | 32 Helyközi buszok                                                                                                   |
| 16 | Mátis utca               | 32 Helyközi buszok S210 (Kecskemét alsó)                                                                             |
| 17 | Rávágy tér               | 6, 14D, 21, 28, 32 Helyközi buszok                                                                                   |
| 19 | Katona József Színház    | 1, 3, 3A, 4, 4A, 4C, 6, 7, 7C, 11, 11A, 12, 13, 13K, 15, 18, 19, 20H, 23, 23A, 28, 32 Helyközi buszok                |
| 22 | Széchenyi tér végállomás | 3, 3A, 4, 4A, 4C, 5, 6, 7, 7C, 9, 10, 11, 11A, 12, 13, 13D, 13K, 14, 16, 18, 20, 20H, 23, 23A, 28, 29, 34A, 169, 916 |